# Сен-Шам-Шатоно
Сен-Шам-Шатоно́ (фр. Saint-Champ-Chatonod) — колишній муніципалітет у Франції, у регіоні Овернь-Рона-Альпи, департамент Ен. Населення — 144 осіб (2011).
Муніципалітет був розташований на відстані близько 430 км на південний схід від Парижа, 70 км на схід від Ліона, 65 км на південний схід від Бург-ан-Бресса.

## Історія
До 2015 року муніципалітет перебував у складі регіону Рона-Альпи. Від 1 січня 2016 року належав до нового об'єднаного регіону Овернь-Рона-Альпи.
1 січня 2019 року Сен-Шам-Шатоно було приєднано до муніципалітету Маньє.

## Демографія
Динаміка населення (INSEE і Cassini ):
Розподіл населення за віком та статтю (2006):
| Стать | Всього | До 15 років | 15-24 | 25-44 | 45-64 | 65-85 | Понад 85 |
| --- | ------ | ----------- | ----- | ----- | ----- | ----- | -------- |
| Чоловіки | 72     | 16          | 4     | 12    | 32    | 4     | 4        |
| Жінки | 64     | 8           | 0     | 20    | 20    | 12    | 4        |
| \| Статево-вікова піраміда \| Статево-вікова піраміда \| Статево-вікова піраміда \| \| ----------------------- \| ----------------------- \| ----------------------- \| \| Чоловіки \| Вік \| Жінки \| \| 4 \| 85 + \| 4 \| \| 4 \| 80-84 \| 8 \| \| 0 \| 75-79 \| 0 \| \| 0 \| 70-74 \| 4 \| \| 0 \| 65-69 \| 0 \| \| 4 \| 60-64 \| 4 \| \| 12 \| 55-59 \| 8 \| \| 4 \| 50-54 \| 8 \| \| 12 \| 45-49 \| 0 \| \| 0 \| 40-44 \| 0 \| \| 4 \| 35-39 \| 8 \| \| 4 \| 30-34 \| 8 \| \| 4 \| 25-29 \| 4 \| \| 4 \| 20-24 \| 0 \| \| 0 \| 15-20 \| 0 \| \| 4 \| 10-14 \| 0 \| \| 4 \| 5-9 \| 0 \| \| 8 \| 0-4 \| 8 \| |        |             |       |       |       |       |          |
| Статево-вікова піраміда |        |             |       |       |       |       |          |
| Чоловіки | Вік    | Жінки       |       |       |       |       |          |
| 4 | 85 +   | 4           |       |       |       |       |          |
| 4 | 80-84  | 8           |       |       |       |       |          |
| 0 | 75-79  | 0           |       |       |       |       |          |
| 0 | 70-74  | 4           |       |       |       |       |          |
| 0 | 65-69  | 0           |       |       |       |       |          |
| 4 | 60-64  | 4           |       |       |       |       |          |
| 12 | 55-59  | 8           |       |       |       |       |          |
| 4 | 50-54  | 8           |       |       |       |       |          |
| 12 | 45-49  | 0           |       |       |       |       |          |
| 0 | 40-44  | 0           |       |       |       |       |          |
| 4 | 35-39  | 8           |       |       |       |       |          |
| 4 | 30-34  | 8           |       |       |       |       |          |
| 4 | 25-29  | 4           |       |       |       |       |          |
| 4 | 20-24  | 0           |       |       |       |       |          |
| 0 | 15-20  | 0           |       |       |       |       |          |
| 4 | 10-14  | 0           |       |       |       |       |          |
| 4 | 5-9    | 0           |       |       |       |       |          |
| 8 | 0-4    | 8           |       |       |       |       |          |

## Економіка
2010 року серед 79 осіб працездатного віку (15—64 років) 62 були активними, 17 — неактивними (показник активності 78,5%, у 1999 році було 69,5%). З 62 активних мешканців працювало 60 осіб (32 чоловіки та 28 жінок), безробітними було 2 (1 чоловік та 1 жінка). Серед 17 неактивних 5 осіб було учнями чи студентами, 10 — пенсіонерами, 2 були неактивними з інших причин.

У 2010 році в муніципалітеті числилось 67 оподаткованих домогосподарств, у яких проживали 159,0 особи, медіана доходів виносила 22 087 євро на одного особоспоживача